# مليقط
المليقط (بالإنجليزية: Serrefine)‏ هوَ أحد أنواع الملاقط الطبية يُستخدم للقط شرايين القلب الصَغيرة، حيث يُستعمل لإرقاء النزوف الوعائية الصغيرة.